# Opistoclanis hawkeri
Opistoclanis hawkeri is een vlinder uit de familie van de pijlstaarten (Sphingidae). De wetenschappelijke naam van de soort werd in 1921 gepubliceerd door James John Joicey & George Talbot.

## Beschrijving

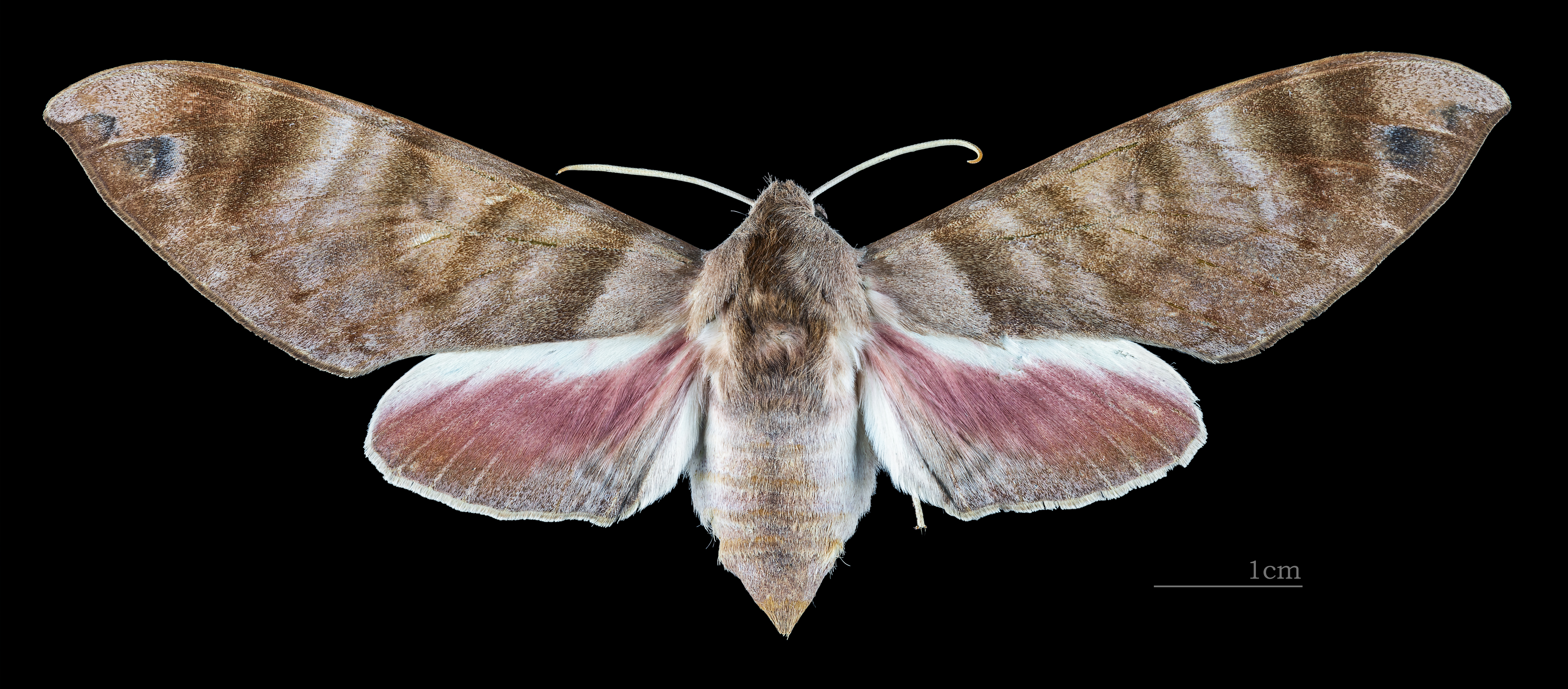
Opistoclanis hawkeri ♀
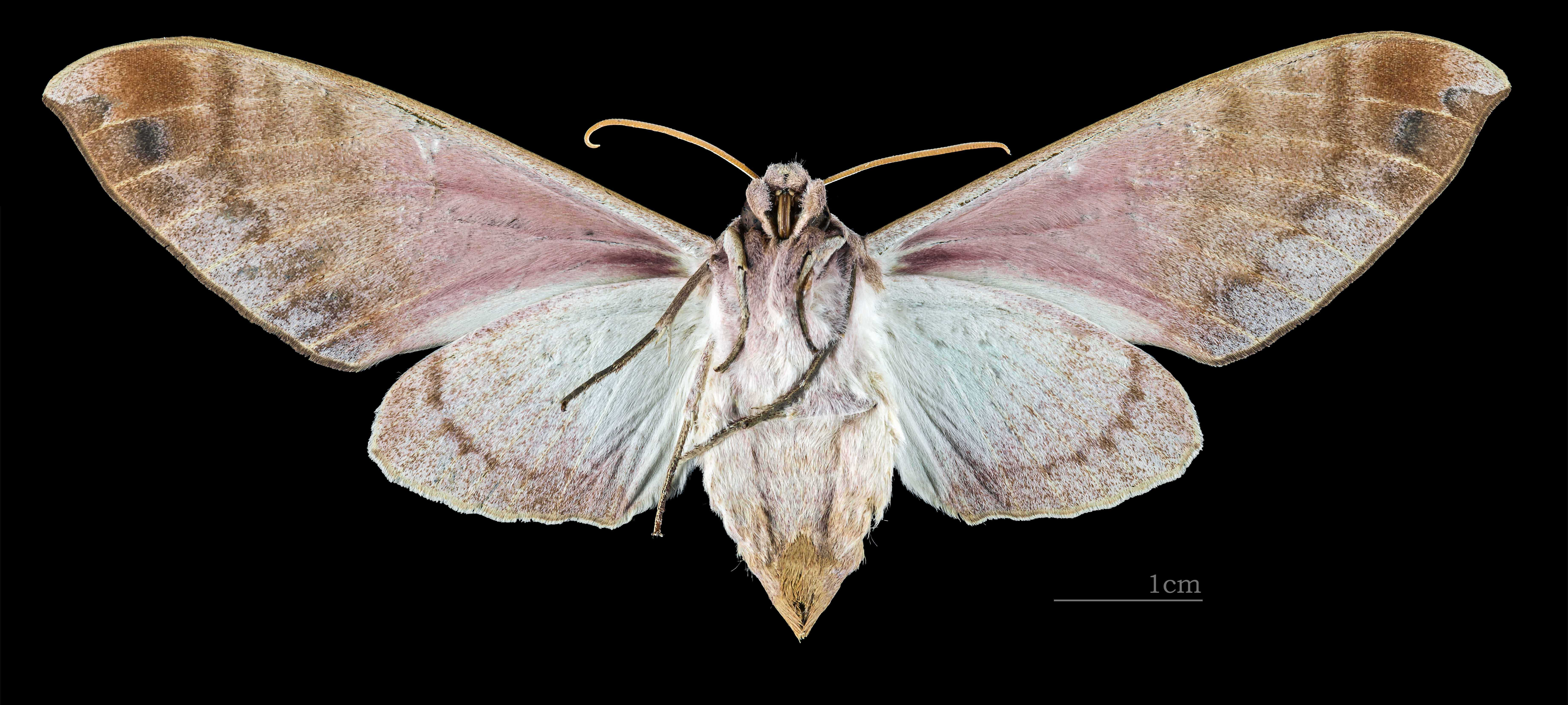
Opistoclanis hawkeri ♀ △